# Bangkal
Bangkal es un barrio de carácter rural perteneciente al municipio filipino de Magpet, de primera categoría, situado al sur de la isla de Mindanao. Forma parte de  la provincia de Cotabato del Norte situada en la Región Administrativa de Soccsksargen también denominada Región XII. 
Para las elecciones está encuadrado en el Segundo Distrito Electoral de esta provincia.

## Geografía
Este barrio, situado 900 m s. n. m., cuenta con una extensión superficial de 1.011 hectáreas, agrupa 7 sitios (Purok).
Su término linda al norte con el  barrio de Don Panaca; al sur con los de Magcaalam y de Manobo; al este con el barrio de Pangyan y con  la población de Talomo, del Distrito del mismo nombre en la ciudad de Dávao; y al oeste con el de  Ilián.

## Demografía
Bangkal cuenta con 240 viviendas habitadas por 1.161 personas, de las cuales 626 son varones y 535 mujeres.

## Administración
Su capitán (Barangay Captain)   es Vicenta  R. Yunting.

## Economía
Produce bananas, caucho, Thysanolaena latifolia o Tiger Grass y café.

## Historia
Magpet convirtió en un barrio de Kidapawan en 1950. El municipio data de  22 de junio de 1963. Los primeros concejales prestaron juramento al cargo el 13 de agosto de 1963, siendo su primer alcalde  Froilán Matas.